# Amore & altri rimedi
Amore & altri rimedi (Love & Other Drugs) è un film del 2010 diretto da Edward Zwick.
Il film, che ha per protagonisti Anne Hathaway e Jake Gyllenhaal (i quali tornano a recitare insieme dai tempi della pluripremiata pellicola I segreti di Brokeback Mountain), si basa sul romanzo no-fiction Hard Sell: The Evolution of a Viagra Salesman scritto da Jamie Reidy.

## Trama
1996. Il donnaiolo Jamie Randall, venditore di apparecchi elettronici, viene licenziato dal suo capo dopo essere stato scoperto a letto con la moglie di quest'ultimo. Consapevole delle possibilità di guadagno dell'industria farmaceutica, decide di lavorare in quel settore e diventa rappresentante per un'importante industria farmaceutica, la Pfizer. Il suo fascino e la sua parlantina lo rendono uno dei migliori nel suo campo, prospettandogli un futuro di successo e ricchezza.
Il collega che lo affianca è Bruce Jackson, il quale gli fa presente che, se riuscirà ad ottenere risultati eccellenti, potrà ottenere un posto prestigioso a Chicago. Per riuscirci, deve riuscire a vendere una grande quantità di Zoloft, farmaco costantemente snobbato in favore del più celebre Prozac, il cui rappresentante di punta è l'ex marine Trey Hannigan. Bruce gli spiega che se dovesse riuscire a convincere il dottor Knight, medico rispettato, a prescrivere lo Zoloft invece del Prozac, molti sarebbero i professionisti che lo seguirebbero e ciò garantirebbe a Jamie una brillante carriera. Inizia così a farsi amico il medico, arrivando a pagarlo per potergli stare vicino e capire meglio come muoversi per ottenere ciò che vuole, facendosi passare per uno specializzando in medicina.
Durante una delle visite ad una paziente di Knight, conosce Maggie Murdock, una ragazza affetta dalla malattia di Parkinson dal carattere sorprendente che spesso lascia Jamie interdetto per quanto sia diretta e chiara, intelligente e malinconica. I due avranno dapprima una storia di sesso occasionale, ma poi si innamoreranno, vivendo una relazione intensa e romantica, cosa per entrambi nuova dal momento che non avevano mai detto nemmeno "ti amo" a un'altra persona.
Nel frattempo, Jamie scopre che la Pfizer sta per mettere in commercio un farmaco per curare l'impotenza: il Viagra. Jamie capisce subito che potrebbe essere la svolta e convince Bruce ad affidargli la vendita nella zona, riuscendo ad avere in poco tempo un grande successo, riesce anche a farsi amico il dottor Knight, il quale è al tempo stesso in ottimi rapporti con Trey, rivale di Jamie nonché ex di Maggie.
Mentre il lavoro va a gonfie vele, la situazione sentimentale con Maggie inizia ad entrare in crisi quando Jamie si rende conto di quanti problemi dovrà affrontare Maggie quando la sua malattia inevitabilmente si aggraverà con gli anni. Inizia così ad ossessionarsi dal voler trovare una cura per Maggie, nonostante di fatto non esista, cosa che la ragazza sapeva fin troppo bene da tempo. Alla fine, Maggie decide di lasciare Jamie, capendo che, nonostante siano innamorati, lui non riuscirà mai ad essere felice perché non può sopportare l'idea che Maggie non possa guarire e i problemi che nasceranno nella sua vita per starle vicino.
I due, così, non si frequentano per un periodo, durante il quale Jamie riesce finalmente a convincere il dottor Knight a prescrivere lo Zoloft, cosa che gli varrà l'ambito posto di rappresentante Pfizer a Chicago, ma i suoi pensieri sono ancora rivolti a Maggie. Alla fine, comprendendo ciò che davvero desidera, la raggiunge in Canada e le confessa che quello che desidera non è una donna sana in una vita perfetta, ma lei soltanto, perché lo rende felice. La coppia, quindi, torna insieme, e Jamie rifiuta il posto a Chicago per iscriversi alla facoltà di medicina.

## Produzione
La lavorazione del film è iniziata a Pittsburgh, Pennsylvania, il 21 settembre 2009. La città è stata scelta per la sua atmosfera e per la sua ricca storia medica, oltre agli incentivi fiscali dello stato per le produzioni cinematografiche. Sempre Pittsburgh è stata utilizzata per ricreare Chicago in alcune scene.
A proposito delle esplicite scene di nudo e sesso presenti nella pellicola, Gyllenhaal ha affermato:
(Jake Gyllenhaal)
Anne Hathaway, che si mostra a seno nudo in diverse scene, ha al contrario dichiarato di aver "pianto ogni giorno" durante le riprese.

## Distribuzione
La distribuzione del film è avvenuta negli Stati Uniti il 24 novembre 2010, mentre in Italia è stato distribuito il 18 febbraio 2011.

## Riconoscimenti
- 2010 – Satellite Award[6]
  - Miglior attrice in un film commedia o musicale (Anne Hathaway)
  - Candidatura per miglior attore in un film o commedia musicale (Jake Gyllenhaal)
- 2010 – Washington D.C. Area Film Critics Association
  - Candidatura per miglior attrice (Anne Hathaway)[7]
- 2011 – Golden Globe[8]
  - Candidatura per miglior attrice in un film o commedia musicale (Anne Hathaway)
  - Candidatura per miglior attore in un film o commedia musicale (Jake Gyllenhaal)